# Савлук, Виталий Владимирович
Виталий Владимирович Савлук (род. 4 сентября 1957 года, Красноярск) — мастер спорта СССР международного класса по хоккею с мячом. Двукратный вице-чемпион мира, многократный чемпион СССР в составе «Енисея», обладатель Кубка мира и Кубка Европейских чемпионов. Заслуженный тренер России.
Отец хоккеиста Антона Савлука.

## Карьера
Дебютировал в «Енисее» в 1974 году в матче против «Уральского трубника». Этот матч был первым и для двух других звёзд красноярского клуба — Сергея Ломанова и Андрея Пашкина.
В составе клуба из Красноярска Савлук стал десятикратным чемпионом СССР. Последний сезон (1990/91) провёл в Абакане в составе «Саянов».
Привлекался в сборную СССР, в составе которой дважды становился вице-чемпионом мира.
С 1993 года занимается тренерской работой. В настоящее время — тренер красноярского «Енисея».

## Личная жизнь
Сын — Антон (1980), бывший игрок «Енисея», «Динамо», «Кузбасса» и братского «Металлурга», чемпион России и двукратный обладатель Кубка России, менеджер ХК «Енисей». Внук — Антон (2005), нападающий «Енисея-2».

## Достижения
Вице-чемпион мира (1981, 1983)
 Чемпион мира среди юниоров (1976)
 Чемпион СССР (1980-1989) 
 Вице-чемпион СССР (1990) 
 Бронзовый призёр чемпионата СССР (1978) 
 Обладатель Кубка СССР (1984)
 Обладатель Кубка Европейских чемпионов (1980, 1983, 1986-1989) 
 Обладатель Кубка мира (1982, 1984) 
 Обладатель Суперкубка (1984) 
 Обладатель Алюминиевого Кубка (1988) 
Включался в список 22 лучших игроков сезона (1977-1984)